# Чернітка коста-риканська
Чернітка коста-риканська (Myioborus torquatus) — вид горобцеподібних птахів родини піснярових (Parulidae).. Мешкає в Коста-Риці та Панамі.

## Опис
Довжина птаха становить 13 см, вага 10,5 г. Довжина крила самця становить 5,7-6,8 см, довжина крила самиці 6-6,6 см. Тім'я руде, навколо рудої плями чорне кільце, обличчя жовте. Потилиця чорна. Верхня частина тіла темно-сіра. Крила і хвіст чорні. На шиї і верхній частині грудей темно-сіра смуга. Дзьоб і лапи чорні. У молодих птахів голова. верхня частина тіла, груди і шия темно-сірі, живіт жовтуватий.

## Поширення і екологія
Коста-риканські чернітки мешкають в Коста-Риці і західній Панамі. Вони живуть в гірських тропічних лісах, порослих чагарником ущелинах, на галявинах, узліссях і високогірних пасовиськах. На сході Коста-Рики, в горах Кордильєра-де-Тіларан птах живе на висоті від 1500 м над рівнем моря, в горах Кордильєра-Сентраль на висоті від 200 м над рівнем моря, на сході Коста-Рики і на заході Панами, в горах Кордильєра-де-Таламанка птах живе на висоті від 2500 м над рівнем моря і вище.

## Поведінка
Коста-риканські чернітки харчуються комахами, яких шукають серед рослинності або ловлять в польоті. Часто вони прилітають на пасовиська, де ловлять комах, що злітаються до худоби.
Сезон розмноження триває з березня по травень. Гніздо аркоподібне, з боковим входом, розміщується на землі, серед хмизу. Воно робиться з сухого бамбукового листя, рослинного волокна і лусок деревоподібних папоротей. В кладці 2-3 яйця.

## Галерея

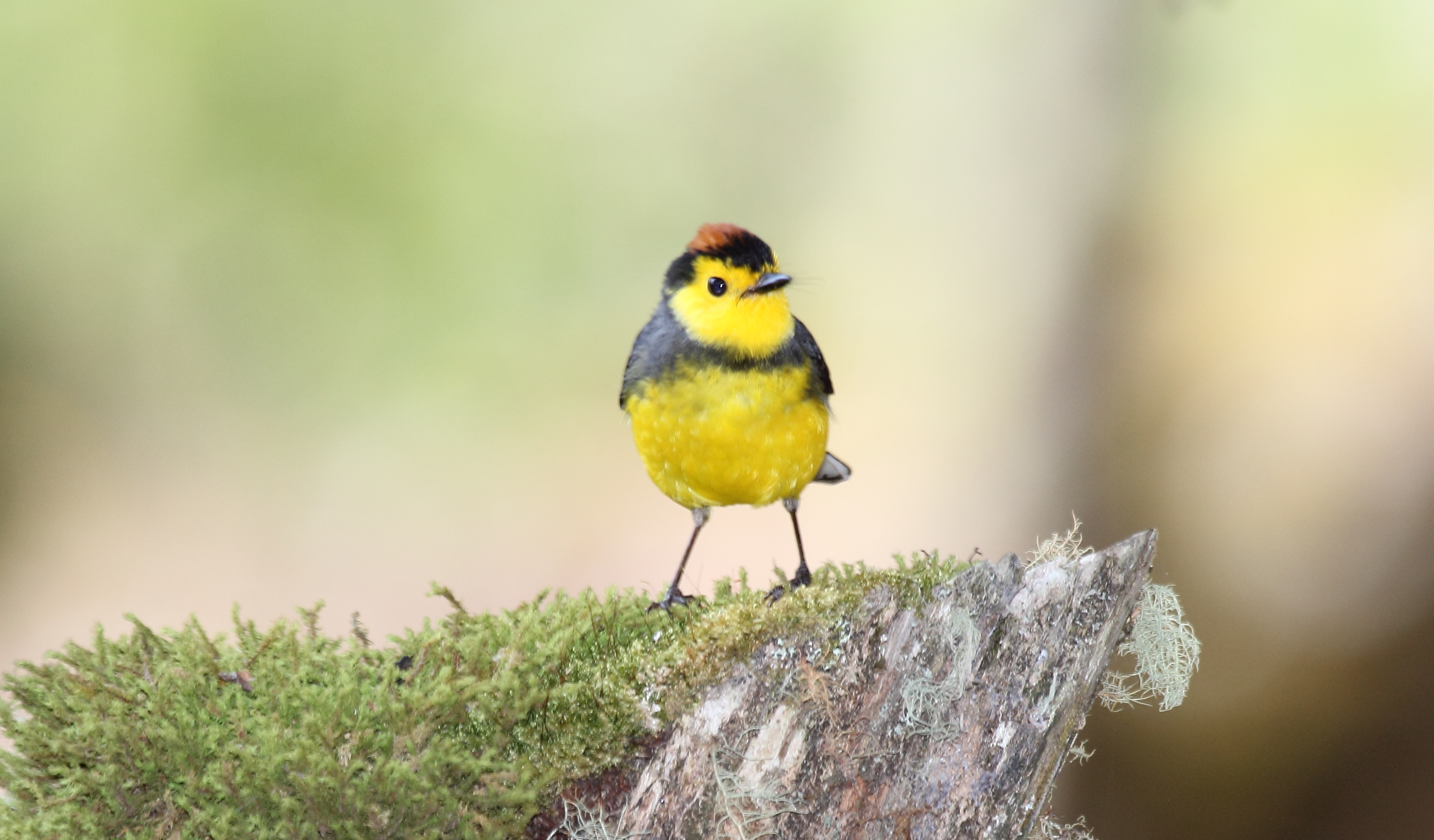
Коста-риканська чернітка поблизу річки Савегре (Коста-Рика)
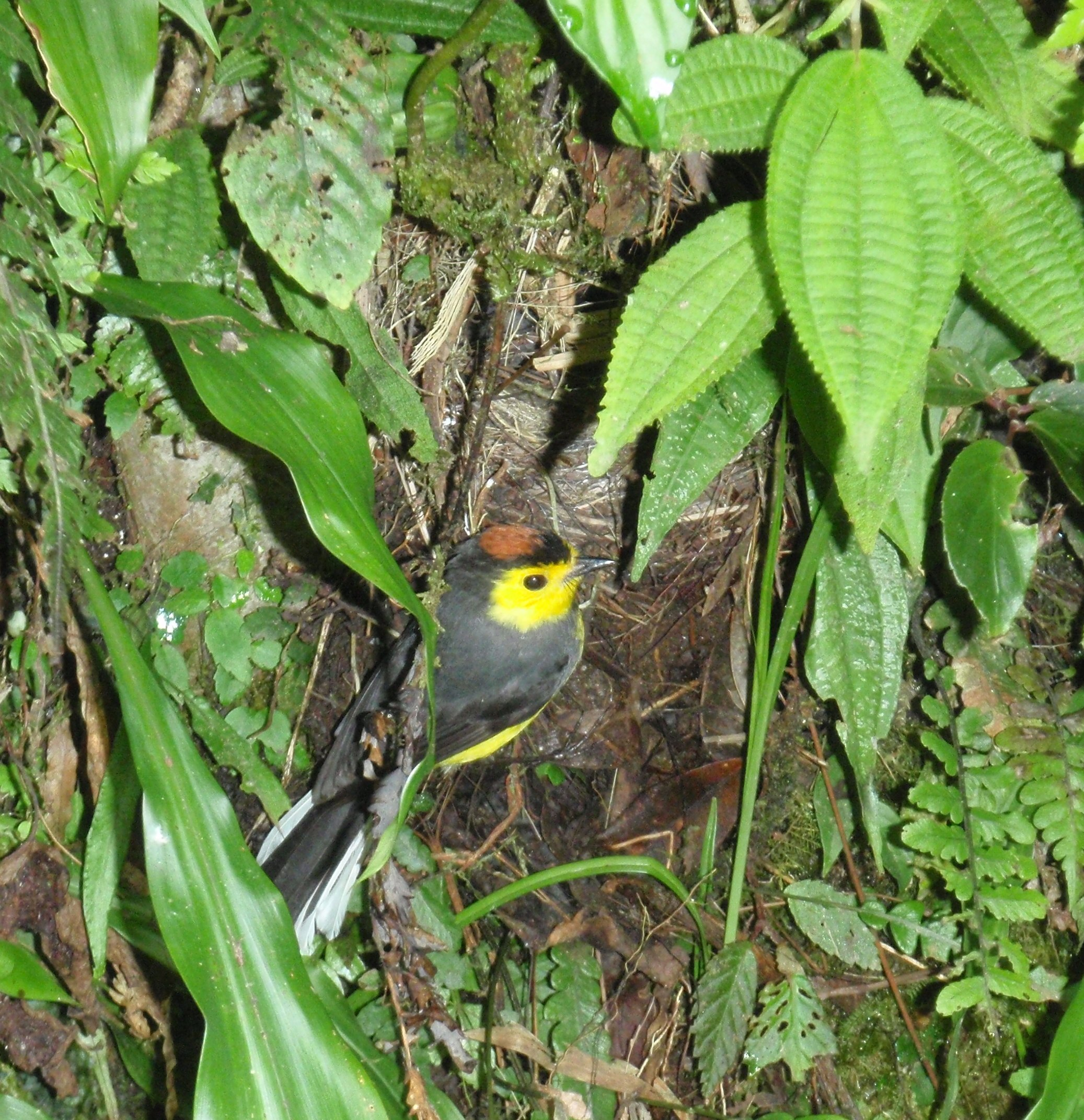
Коста-риканська чернітка поблизу свого гнізда